# Moncrieff

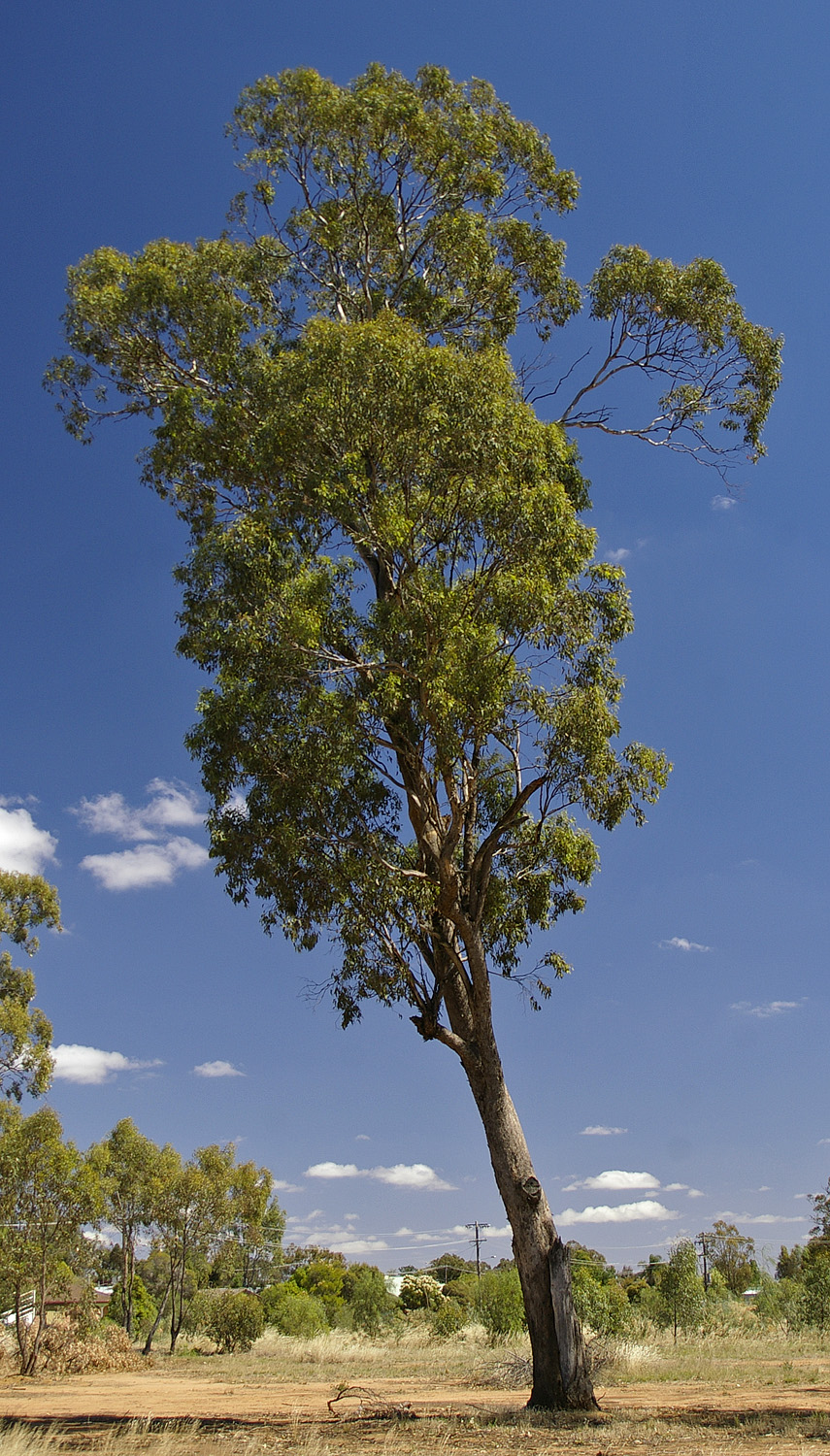
Eucalyptus melliodora fa

Moncrieff a főváros, Canberra egyik elővárosa Ginninderra kerületben.
A legközelebbi külvárosok Moncrieffhez: Jacka, Taylor,  Amaroo, Bonner és Ngunnawal. Jacka, Gungahlin kerület északi részén helyezkedik el. A város mindössze 4 kilométernyire fekszik Gungahlin városközponttól, és 16 kilométerre található Canberra központjától. A várost a Mirrabei Drive és a Horse Park Drive határolja.
A város nevét Gladys Moncrieffről kapta, aki ausztrál énekesnő volt az 1920-as, 30-as években, és kétszer is kiérdemelte az "Ausztrália Királynőjének Dala" címet.

## Tervek
Mikorra elkészülnek a családi házak, addigra 1500 darab otthon fog itt állni, amelyek különféle stílusúak lesznek. . A városban a későbbiek során helyi bevásárlóközpontot kívánnak létrehozni.

## Földrajza
200 hektáros területével, melyből mindössze 130 hektár hasznosítható városfejlesztési céllal, Moncrieff városa arányaiban kicsinek számit, ha összevetjük a többi Gungahlin kerületen belüli külvárossal. A területet többnyire az Eucalyptus melliodora nevű eukaliptuszfaj borítja, helyenként vizenyősebb mélyedésekkel és nyílt, füves pusztákkal.

## Fordítás
Ez a szócikk részben vagy egészben  a   Moncrieff, Australian Capital Territory című angol Wikipédia-szócikk ezen változatának fordításán alapul.  Az eredeti cikk szerkesztőit annak laptörténete sorolja fel. Ez a jelzés csupán a megfogalmazás eredetét és a szerzői jogokat jelzi, nem szolgál a cikkben szereplő információk forrásmegjelöléseként.